# بام غرير
بام غرير (بالإنجليزية: Pam Grier)‏ ممثلة أمريكية من مواليد 26 مايو 1949.

## مواقع خارجية
- بام غرير على موقع IMDb (الإنجليزية)
- بام غرير على موقع روتن توميتوز (الإنجليزية)
- بام غرير على موقع مونزينجر (الألمانية)
- بام غرير على موقع ألو سيني (الفرنسية)
- بام غرير على موقع ميوزك برينز (الإنجليزية)
- بام غرير على موقع تيرنر كلاسيك موفيز (الإنجليزية)
- بام غرير على موقع تيرنر كلاسيك موفيز (الإنجليزية)
- بام غرير على موقع أول موفي (الإنجليزية)
- بام غرير على موقع قاعدة بيانات الأفلام السويدية (السويدية)
- بام غرير على موقع إن إن دي بي (الإنجليزية)